# Клемерсон де Араужо Соарес
Клемерсон де Араужо Соарес (порт. Clemerson de Araújo Soares; нар. 8 серпня 1977, Каруару) — бразильський футболіст, що грав на позиції нападника. Футболіст року в Японії (2005)
Виступав за низку бразильських клубів, а також зіграв кілька матчів за олімпійську збірну Бразилії. Крім того виступав в Азії, стававши найкращим бомбардиром чемпіонатів Японії та Катару.

## Клубна кар'єра

### Початок кар'єри
Народився 8 серпня 1977 року в місті Каруару. Араужо почав свою кар'єру в молодіжному складі «Сентрала», в 1996 році грав за «Порту Каруару». У наступному році він переїхав в штат Гояс, де і почав професійну кар'єру, пробувши з однойменним клубом до 2003 року. За цей час він виграв з командою п'ять разів чемпіонат штату.
У 2004 році він перейшов у японський клуб «Сімідзу С-Палс». У 2005 році він продовжував грати в Японії, але вже за інший клуб, «Гамба Осака». Там він продемонстрував надзвичайну результативність, забивши 33 голи в 33 іграх (в середньому рівно по голу за матч), ставши найкращим бомбардиром чемпіонату, за що був визнаний Футболістом року в Японії та найкращим гравцем Джей-ліги у сезоні. Крім того він з командою виграв чемпіонат Японії.

### «Крузейро»
На початку 2006 року його купив «Крузейро», трансфер отримав широкий розголос у пресі. Однак, Араужо отримав серйозну травму, яка вибила його з ладу на вісім місяців. У 2006 році він майже не грав за клуб. Араужо почав знову грати в 2007 році, а 24 червня забив два голи у ворота «Атлетіко Мінейро», його команда перемогла з рахунком 4:2.

### «Аль-Гарафа»
У середині липня 2007 року Араужо підписав контракт з катарською «Аль-Гарафою», де виступав його співвітчизник, Жуніньо Пернамбукано. В «Аль-Гарафі» Араужо, відомий як «Аль-Фухуд» (гепард) ставав чемпіоном Катара протягом трьох років поспіль, а також виграв кілька інших національних турнірів. Він був одним з ключових гравців команди, очоливши рейтинг бомбардирів в сезоні 2008 року. 4 березня 2008 року, забивши у матчі проти «Аль-Хора», він повторив рекорд Габріеля Батістути — 25 голів в одному сезоні. Врешті-решт він закінчив сезон в ранзі найкращого бомбардира ліги з 27 голами, рекорд, який досі залишається непобитим. Він покинув клуб в 2010 році з причин особистого характеру, хоча в 2012 році він заявив, що хотів би повернутися в команду.

### «Флуміненсе» та оренда в «Наутіко Ресіфі»
У 2011 році його купив «Флуміненсе». 21 січня 2012 року Араужо забив гол у матчі Ліги Каріока проти «Фрібургенсе». Через тиждень він знову відзначився у грі проти «Волта Редонда», його команда виграла з рахунком 3:0. 29 квітня він ще раз забив «Волта Редонді» в матчі Ліги Каріока.
У травні 2012 року «Наутіко Ресіфі» на один сезон орендував Араужо. У своєму дебютному матчі він забив з пенальті у ворота «Фігейренсе», однак, «Наутіко» програв з рахунком 2:1. Він був одним з ключових гравців команди, яка в підсумку посіла 12-е місце у чемпіонаті. В останньому турі Араужо забив переможний гол у ворота «Спорт Ресіфі», яка через цю поразку вилетіла в Серію B.

### «Атлетіко Мінейро»
14 січня 2013 року оголосили, що Араужо перейшов до «Атлетіко Мінейро». Футболіст вже працював із тренером «Атлетіко», Алексі Стівалом, у «Гоясі» 2003 року, тому відразу підписав контракт з клубом. У своєму інтерв'ю Араужо стверджував, що, незважаючи на вік (35 років) не втратив витривалість і що в гонитві за титулами хоче зіграти в Кубку Лібертадорес. 3 лютого він забив гол у матчі третього туру Ліги Мінейро проти «Крузейро». Після того, як Араужо випав з основного складу, керівництво «Атлетіко Мінейро» почало переговори з «Гоясом» щодо продажу гравця. У підсумку Араужо підписав з рідним клубом контракт до травня 2014 року.

### Завершення кар'єри
Не бачачи перспектив в «Атлетіко», Араужо розірвав свій контракт і повернувся в «Гояс», з яким і починав професійну кар'єру. У цій команді грав до кінця 2015 року.
Протягом 2016 року захищав кольори «Сентрала», а завершив професійну ігрову кар'єру у нижчоліговому клубі «Сете де Сетембро».

## Виступи за збірну
1999 року зіграв три матчі у складі олімпійської збірної Бразилії.

## Титули і досягнення

### Командні
- Чемпіон Японії (1):

«Гамба Осака»: 2005
- Чемпіон Катару (3):

«Аль-Гарафа»: 2008, 2009, 2010
- Володар Кубка Еміра Катару (1):

«Аль-Гарафа»: 2009
- Володар Кубка наслідного принца Катару (1):

«Аль-Гарафа»: 2010
- Володар Кубка зірок Катару (1):

«Аль-Гарафа»: 2009
- Переможець Ліги Гояно (5):

«Гояс»: 1998, 1999, 2000, 2002, 2003
- Переможець Ліги Мінейро (1):

«Крузейру»: 2006
- Переможець Ліги Каріока (1):

«Флуміненсе»: 2012

### Особисті
- Найкращий бомбардир чемпіонату Японії: 2005 (33 голи)
- Найкращий гравець Джей-ліги: 2005
- Футболіст року в Японії: 2005
- Найкращий бомбардир чемпіонату Катару: 2007-08 (27 голів)
- Найкращий гравець Ліги зірок Катару: 2009